# Episodi di Jake & Blake (prima stagione)
Qui di seguito è indicato l'elenco degli episodi della prima stagione della serie televisiva Jake & Blake.
In Argentina il primo episodio è andato in onda il 29 novembre 2009 su Disney Channel.
In Italia è andato in onda il 2 giugno su Disney Channel Italia.
| nº | Titolo originale        | Titolo italiano            | Prima TV Argentina | Prima TV Italia |
| -- | ----------------------- | -------------------------- | ------------------ | --------------- |
| 1  | Como un espejo          | Come in uno specchio       | 29 novembre 2009   | 2 giugno 2010   |
| 2  | Él y yo                 | Lo scambio                 | 8 dicembre 2009    | 3 giugno 2010   |
| 3  | Ceniciento              | Cenerentolo                | 9 dicembre 2009    | 4 giugno 2010   |
| 4  | Famosos anónimos        | Famosi sconosciuti         | 10 dicembre 2009   | 7 giugno 2010   |
| 5  | Como pez en el agua     | La prova dell'acqua        | 14 dicembre 2009   | 8 giugno 2010   |
| 6  | Liberen a Kurt          | Alla ricerca di Kurt       | 15 dicembre 2009   | 9 giugno 2010   |
| 7  | Hermanos                | Ballando s'impara          | 16 dicembre 2009   | 10 giugno 2010  |
| 8  | Intercolegial           | Sfida scolastica           | 17 dicembre 2009   | 11 giugno 2010  |
| 9  | Cosas de chicas         | Un'amica inaspettata       | 21 dicembre 2009   | 14 giugno 2010  |
| 10 | ¡¡Salven a la Granja!!  | Salviamo il nostro rifugio | 22 dicembre 2009   | 15 giugno 2010  |
| 11 | Compromiso              | Dichiarazione d'amore      | 23 dicembre 2009   | 16 giugno 2010  |
| 12 | Celos                   | Gelosia                    | 24 dicembre 2009   | 17 giugno 2010  |
| 13 | Pánico                  | Superare le paure          | 25 dicembre 2009   | 18 giugno 2010  |
| 14 | Lazos de familia        | Legami familiari           | 26 dicembre 2009   | 21 giugno 2010  |
| 15 | Ser el otro             | Nei panni dell'altro       | 27 dicembre 2009   | 22 giugno 2010  |
| 16 | Miente Sa               | L'amore vince              | 28 dicembre 2009   | 23 giugno 2010  |
| 17 | Cuestión de numeros     | Una questione di numeri    | 28 dicembre 2009   | 26 giugno 2010  |
| 18 | De Madres e Hijos       | Madri e figli              | 29 dicembre 2009   | 27 giugno 2010  |
| 19 | Que Los Cumplas Feliz   | Tanti auguri a te          | 10 maggio 2010     | 17 giugno 2011  |
| 20 | La Familia Perfecta     | La famiglia perfetta       | 11 maggio 2010     | 17 giugno 2011  |
| 21 | ¿Yo... Soy Yo?          | Ma io... chi sono?         | 12 maggio 2010     | 20 giugno 2011  |
| 22 | Las Cosas Por Su Nombre | Viva la sincerità!         | 13 maggio 2010     | 20 giugno 2011  |
| 23 | Confesiones Confundidas | Confessioni                | 14 maggio 2010     | 21 giugno 2011  |
| 24 | El Amor De Mi Vida      | Un amore per sempre        | 15 maggio 2010     | 21 giugno 2011  |
| 25 | Mejores Amigos          | Amici di vecchia data      | 16 maggio 2010     | 22 giugno 2011  |
| 26 | Volviendo a Ser Yo      | Il giorno della verità     | 17 maggio 2010     | 22 giugno 2011  |

## Come in uno specchio
- Titolo originale: Como un espejo
- Diretto da:
- Scritto da:

### Trama
Jake viene espulso dalla sua scuola, dopo alcuni problemi con il figlio del preside, mentre Blake, scappa da un concerto per evitare lezioni private. Jake e Blake si incontrano e Blake offre un cambio di ruolo a Jake.
Jake non è d'accordo, ma non volendo si fa scambiare per Blake.Nello stesso modo Blake viene scambiato con Jake e lo rifà ammettere a scuola.

## Lo scambio
- Titolo originale: El y yo
- Diretto da:
- Scritto da:

### Trama
Jake accetta lo scambio di ruoli di Blake: Blake si diverte con gli amici di Jake. Hope trova un invito alla festa dove Blake canta e decide di andarci. Così Jake dedica una canzone a Hope, mentre Annie sta diventando amica di Blake.

## Cenerentolo
- Titolo originale: Ceniciento
- Diretto da:
- Scritto da:

### Trama
Jake e Blake si sono stancati delle loro vite e propongono che a Mezzanotte si scambieranno di nuovo le loro vite e tutto ritornerà alla normalità come Cenerentola. Allora Jake invita Hope e Blake invita Annie, la nonna, Alan e il preside a cenare nello stesso ristorante ma succede un piccolo imprevisto... Jake e Blake vanno in bagno e si dicono che continueranno così e si promettono che non faranno niente che possa compromettere la loro vita.

## La prova dell'acqua
- Titolo originale:   Como pez en el agua
- Diretto da:
- Scritto da:

### Trama
Jake sogna di nuotare, quando si sveglia decide di andare a nuotare
in piscina ma viene notato dalle sue fan di conseguenza tutti vengono a sapere che Blake è un ottimo nuotatore, infatti Jake è stato 3 volte campione di nuoto. Intanto Blake deve prepararsi per una sfida contro la squadra di nuoto di un'altra scuola, ma grazie ad un imprevisto riuscirà a non fare la gara poiché lui non sa nuotare. Annie cade in acqua ma viene salvata da Blake e lui le rivela la verità dello scambio.